# アム・アイ・ザ・セイム・ガール
「アム・アイ・ザ・セイム・ガール」（Am I the Same Girl?）は、ユージーン・レコードとソニー・サンダースが1968年に制作し、バーバラ・アクリンが1969年にリリースしたシングル。
ダスティ・スプリングフィールドやスウィング・アウト・シスターなど数多くの歌手がカバー・バージョンをリリースした。

## スウィング・アウト・シスターのカバー
イギリスのデュオ、スウィング・アウト・シスターは1992年にカバー・ヴァージョンを録音し、アルバム『ゲット・イン・タッチ・ウィズ・ユアセルフ』のリードシングルとしてリリースした。
スウィング・アウト・シスターのバージョンはイギリスのシングルチャートで21位、アメリカでは45位を記録するなどヒットを飛ばした。

### チャート成績
| チャート（1992年）               | 最高順位 |
| -------------------------------- | -------- |
| イギリス（全英シングルチャート） | 21       |